# Lew Semjonowitsch Pontrjagin

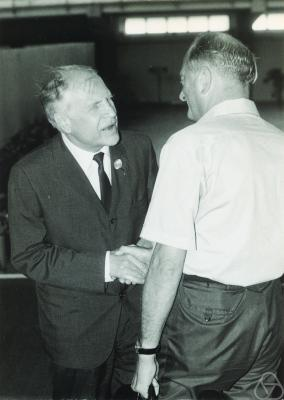
Lew Pontrjagin (links) 1970

Lew Semjonowitsch Pontrjagin (russisch Лев Семёнович Понтрягин; englische Transkription Lev Pontryagin, * 21. Augustjul. / 3. September 1908greg. in Moskau; † 3. Mai 1988) war ein russischer Mathematiker. Pontrjagin war einer der zu Sowjetzeiten einflussreichsten Mathematiker in Moskau und Begründer einer eigenen Mathematikerschule.

## Leben und Wirken
Pontrjagin verlor im Alter von 14 Jahren sein Augenlicht bei einer Gasofen-Explosion. Dank seiner Mutter Tatjana Andrejewna, die ihm mathematische Bücher vorlas, konnte er trotz seiner Blindheit Mathematiker werden. In zahlreichen Gebieten der Mathematik, insbesondere bezüglich geometrischer Aspekte der Topologie, machte er wichtige Entdeckungen.
Pontrjagin beendete 1929 sein Studium an der Lomonossow-Universität und promovierte (russischer Doktor, entspricht Habilitation) 1935 bei Pawel Alexandrow. Im selben Jahr wurde er Professor. Ab 1934 war er am Mathematischen Institut der sowjetischen Akademie der Wissenschaften (Steklow-Institut), an dem er ab 1935 eine eigene Abteilung für Topologie und Funktionalanalysis leitete.
Als er noch Student war, erzielte er wichtige Ergebnisse über die Dualität von Homologiegruppen in der algebraischen Topologie: Er bewies die Alexander-Dualität in ihrer allgemeinen Form. Er legte in den 1930er Jahren Grundsteine für eine abstrakte Theorie der Fouriertransformation, indem er eine Theorie der Charaktere für kommutative topologische Gruppen entwickelte (Pontrjagin-Dualität). Gleichzeitig löste er damit Hilberts fünftes Problem, das der Frage nachgeht, ob lokal euklidische Gruppen Mannigfaltigkeiten (Liegruppen) sind, für den abelschen (kommutativen) Fall (1934). 1938 erschien sein klassisches Buch über Topologische Gruppen.
In der Topologie stellte er das Problem der Kozyklen-Theorie. Dies führte gegen 1940 zur Einführung charakteristischer Klassen in der Topologie, welche heute als Pontrjagin-Klassen bezeichnet werden. Die Pontrjagin-Thom Konstruktion bildet eine der Grundlagen der Kobordismentheorie. Nach ihm ist auch der Pontrjaginraum benannt worden, ein Spezialfall des Kreinraumes.
Später arbeitete er in der Theorie der Optimalen Steuerungen. Das Pontrjaginsche Maximumprinzip, gelegentlich auch Minimalprinzip genannt, wurde als These von Pontrjagin formuliert und ist noch immer grundlegend für die moderne Theorie der Optimalsteuerungen. Bewiesen wurde es Mitte der 1950er Jahre von Pontrjagin und seinen Schülern Wladimir Boltjanski und Rewas Gamqrelidse. Frühere Versionen stammen unabhängig von Magnus Hestenes (1950) und Rufus Isaacs sowie von Constantin Caratheodory (1935). In der Mechanik arbeitete er teilweise mit Alexander Alexandrowitsch Andronow zusammen.
In den 1970er und 1980er Jahren spielte Pontrjagin eine wichtige Rolle in der sowjetischen Wissenschaftspolitik. Er repräsentierte sein Land in der Internationalen Mathematischen Union (IMU), war Chef des Herausgeber-Gremiums, das über das Erscheinen aller Fachbücher entschied und Chefredakteur der wichtigen Zeitschrift Matematitscheski sbornik. Ihm wurde damals antisemitisches Verhalten vorgeworfen, so in einer heftigen Debatte in den 1970er Jahren mit Nathan Jacobson, der zusammen mit Pontrjagin damals Vizepräsident der IMU war und für verbesserte Reisemöglichkeiten von jüdischen Wissenschaftlern aus der Sowjetunion eintrat. Pontrjagin verteidigte sich dagegen in einem Artikel in Science 1979. Der Spiegel bezeichnete ihn 1979 als „Haupt [der] kleinen, doch […] einflußreichen Clique von Funktionären, die wieder Rassismus in die sowjetische Forschungspolitik gebracht haben“ und berichtete, Pontrjagin habe sich in privatem Kreis damit gerühmt, Matematitscheski sbornik sei nun „judenfrei“. („Früher stammte stets etwa ein Drittel der rund hundert Beiträge, die das Fachblatt jährlich veröffentlicht, von jüdischen Wissenschaftlern. 1975, als Pontrjagin die Leitung übernahm, sank ihre Zahl auf zwölf, 1976 auf acht. Im ersten Band des Jahrgangs 1977 erschienen noch vier Artikel jüdischer Autoren, im zweiten Band war es nur noch einer, im dritten Band keiner mehr.“) Er spielte auch in den 1930er Jahren wie viele andere bekannte russische Mathematiker der damals nachrückenden Generation eine Rolle in der Lusin-Affäre.
1970 hielt er einen Plenarvortrag auf dem ICM in Nizza (Les Jeux Differentiels Lineaires, Die linearen Differentialspiele) und ebenso 1958 in Edinburgh (Optimale Regulierungsprozesse). 1962 hielt er einen Vortrag auf dem Internationalen Mathematikerkongress in Stockholm (A statistical problem in the theory of optimal control). 1939 wurde er korrespondierendes und 1958 volles Mitglied der Akademie der Wissenschaften der UdSSR. 1966 wurde er mit dem Lobatschewski-Preis der Akademie ausgezeichnet. 1941 war er einer der ersten Empfänger des Stalinpreises. 1952 wurde er Ehrenmitglied der London Mathematical Society.
Der Asteroid (4166) Pontryagin ist nach ihm benannt.